# Station Beverwijk
Station Beverwijk is een spoorwegstation in Beverwijk, gelegen aan het traject Haarlem - Uitgeest (km 12). Het is een station met poortjes. Alleen aan de noordzijde is een in-/uitgang.

## Geschiedenis
Station Beverwijk werd tegelijk met de spoorlijn Haarlem - Uitgeest geopend op 1 mei 1867. Het oorspronkelijke stationsontwerp was vergelijkbaar met een standaard 3e klasse SS station. Uiteindelijk bleef het bij een eenvoudig en langwerpig houten gebouw aan een enkel zijperron. Het stationsgebouw werd in 1870 uitgebreid met een wachtkamer, vestibule, doorgang en een nieuw plaatskaartenkantoor. Daarbij werd een marquise aangelegd over het zijperron.
Bij de spoorverdubbeling in 1898 werd het station uitgebreid met een eilandperron inclusief overkapping. Deze overkapping van Dirk Margadant werd ook toegepast bij station Santpoort Zuid, alwaar het thans nog te zien is.
Door de spoorverlegging die gepaard ging met de aanleg van de Velsertunnel, werd station Beverwijk enkele meters zuidelijker op het oude emplacement herbouwd. Het stationsgebouw is uitgevoerd met een ver uitstekende lessenaarsdak, een glazen pui en een -van bovenaf gezien- driehoekige klokkentoren met een Eijsbouts-uurwerk. Een voetgangerstunnel leidt naar twee overdekte eilandperrons. Dit stationsgebouw door G.J. van der Grinten werd in 1960 opgeleverd en is als zodanig ook nu nog in gebruik. De stationshal is nu echter in twee ruimtes gesplitst, waarbij de loketruimte is vervangen door een Kiosk-filiaal.
Van 1882-1924 deed de Tramlijn Beverwijk - Wijk aan Zee het station aan.  
Het oude busstation maakte in 2009 plaats voor een nieuw gemeentehuis. Het nieuwe busstation ligt sindsdien dichter bij het spoor, maar iets verder van het station.
Op 3 januari 2015 is een ondergrondse fietsenstalling in gebruik genomen ter vervanging van de fietsenstalling op het stationsplein.

## Treinen
De volgende treinseries doet Beverwijk aan:
| Serie | Treinsoort     | Route                                                      | Bijzonderheden                                                                                  |
| ----- | -------------- | ---------------------------------------------------------- | ----------------------------------------------------------------------------------------------- |
| 3400  | Intercity (NS) | Haarlem – Beverwijk – Alkmaar                              | Rijdt alleen in de spits in de spitsrichting. Rijdt niet op vrijdag.                            |
| 4800  | Sprinter (NS)  | Amsterdam Centraal – Haarlem – Beverwijk – Alkmaar – Hoorn | Rijdt vanaf 20:00 uur één keer per uur tussen Alkmaar en Hoorn.                                 |
| 14800 | Sprinter (NS)  | Uitgeest – Beverwijk – Haarlem – Amsterdam Centraal        | Rijdt enkel eenmaal in de late vrijdag- en zaterdagavond en alleen richting Amsterdam Centraal. |

## Bussen
Station Beverwijk is binnen het concessiegebied Haarlem/IJmond een OV-knooppunt met verscheidene buslijnen. Het busstation bevindt zich ten westen van het station. Opdrachtgever van het busvervoer in het gebied "Haarlem / IJmond" is de provincie Noord-Holland. Van "Zaanstreek-Waterland" is dat de Vervoerregio Amsterdam.
Onderstaande tabel toont de buslijnen volgens de dienstregeling 2025.
| Concessiegebied      | Lijn | Route                                         | Bijzonderheden                                                             |
| -------------------- | ---- | --------------------------------------------- | -------------------------------------------------------------------------- |
| EBS                  |      |                                               |                                                                            |
| Zaanstreek-Waterland | 65   | Zaandam De Vlinder - Beverwijk Station        |                                                                            |
| Connexxion           |      |                                               |                                                                            |
| Haarlem / IJmond     | 71   | Beverwijk Station - Uitgeest Station          |                                                                            |
| Haarlem / IJmond     | 72   | Beverwijk Station - Heemskerk Centrum         | Rijdt in het weekend via de Bazaar                                         |
| Haarlem / IJmond     | 73   | Haarlem Schalkwijk - Castricum Station        |                                                                            |
| Haarlem / IJmond     | 74   | IJmuiden Dennekoplaan - Heemskerk Centrum     |                                                                            |
| Haarlem / IJmond     | 75   | Beverwijk Station - Wijk aan Zee Julianaplein |                                                                            |
| Haarlem / IJmond     | 76   | Beverwijk Station - De Bazaar                 | Bazaarbus, rijdt alleen in het weekend overdag.                            |
| Haarlem / IJmond     | 78   | Beverwijk Station - Wijk aan Zee Julianaplein | Rijdt niet 's avonds                                                       |
| Haarlem / IJmond     | 572  | Heemskerk Centrum - Wijk aan Zee Julianaplein | Spitsbus, 's ochtends richting Wijk aan Zee, 's middags richting Heemskerk |

Sinds 28 april 2019 stopt op vrijdag- en zaterdagnacht ook nachtbuslijn N80 (hoort bij concessie Haarlem / IJmond) op dit station. Het wordt alleen niet in bovenstaand tabel vermeld, omdat passagiers van deze lijn hier alleen mogen uitstappen.

## Voorzieningen
- Fietsenstallingen
- Kiosk

## Ontwikkeling aantal reizigers
Het aantal door NS vervoerde reizigers (per gemiddelde werkdag) ontwikkelde zich sedert 2019 als volgt:
| Jaar | Aantal reizigers |
| ---- | ---------------- |
| 2019 | 5.411            |
| 2020 | 2.687            |
| 2021 | 2.772            |
| 2022 | 3.814            |
| 2023 | 4.228            |
| 2024 | 3.887            |

## Afbeeldingen

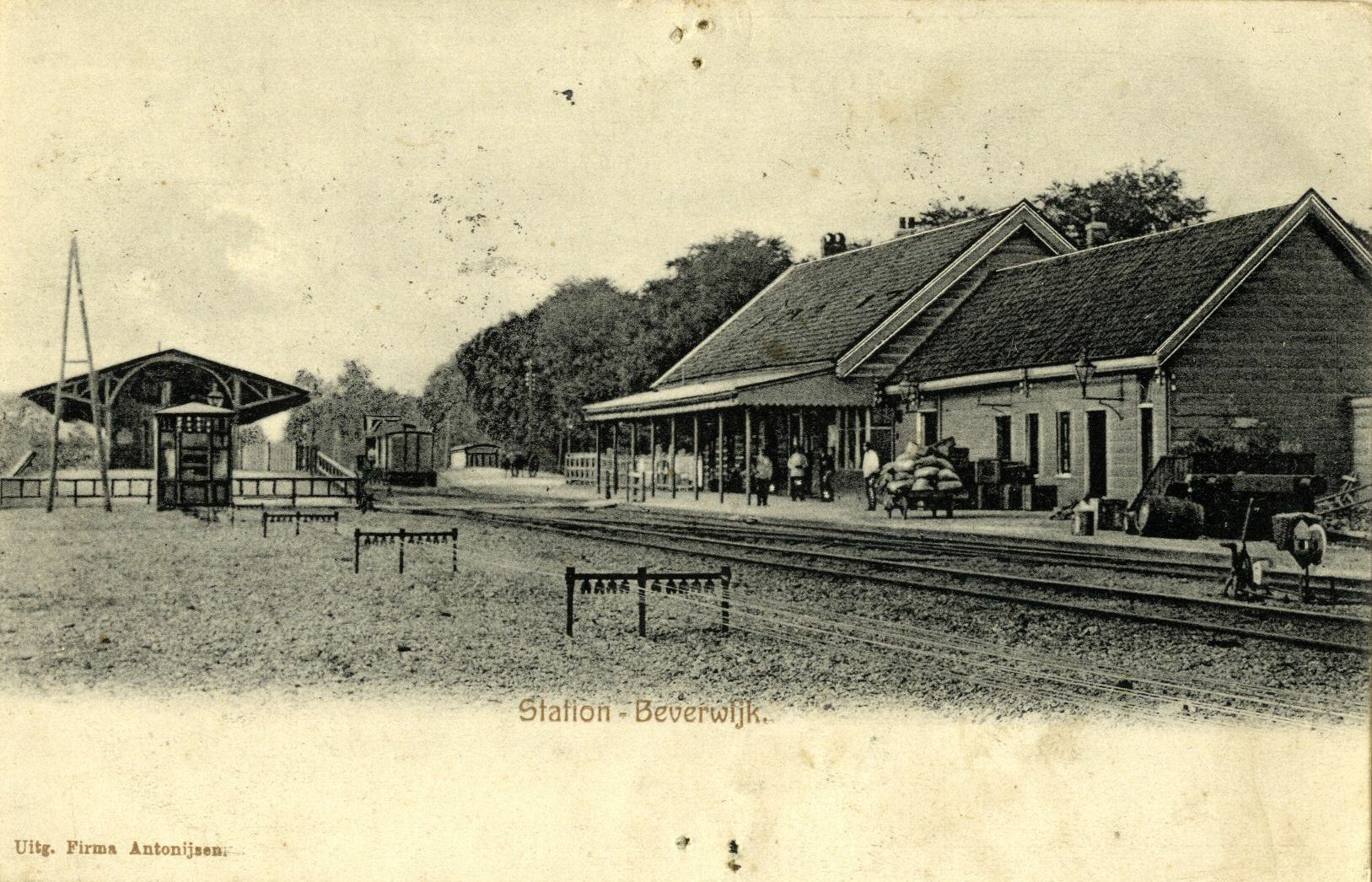
Het station tussen 1901 en 1906
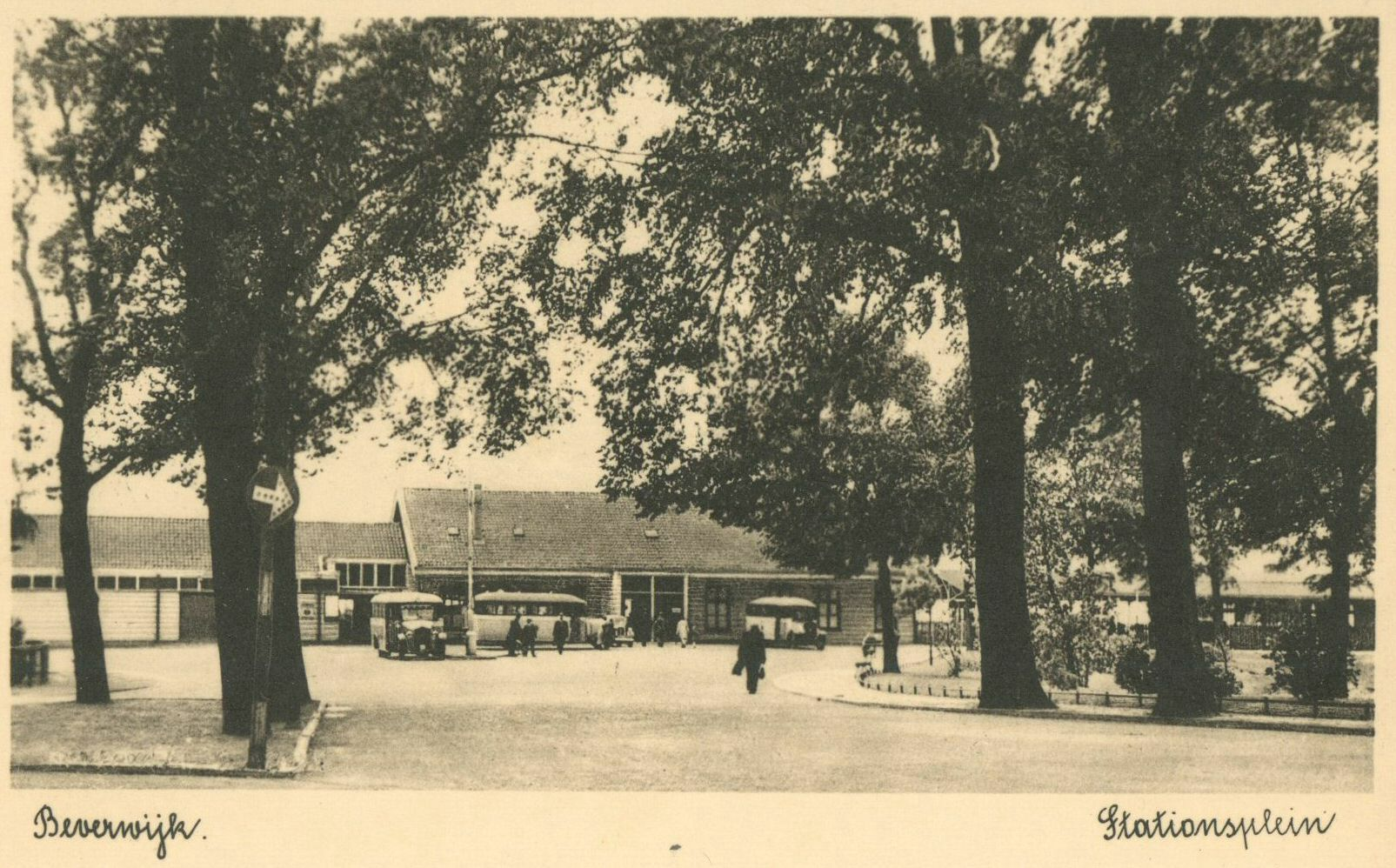
Het oude station tussen 1930 en 1940
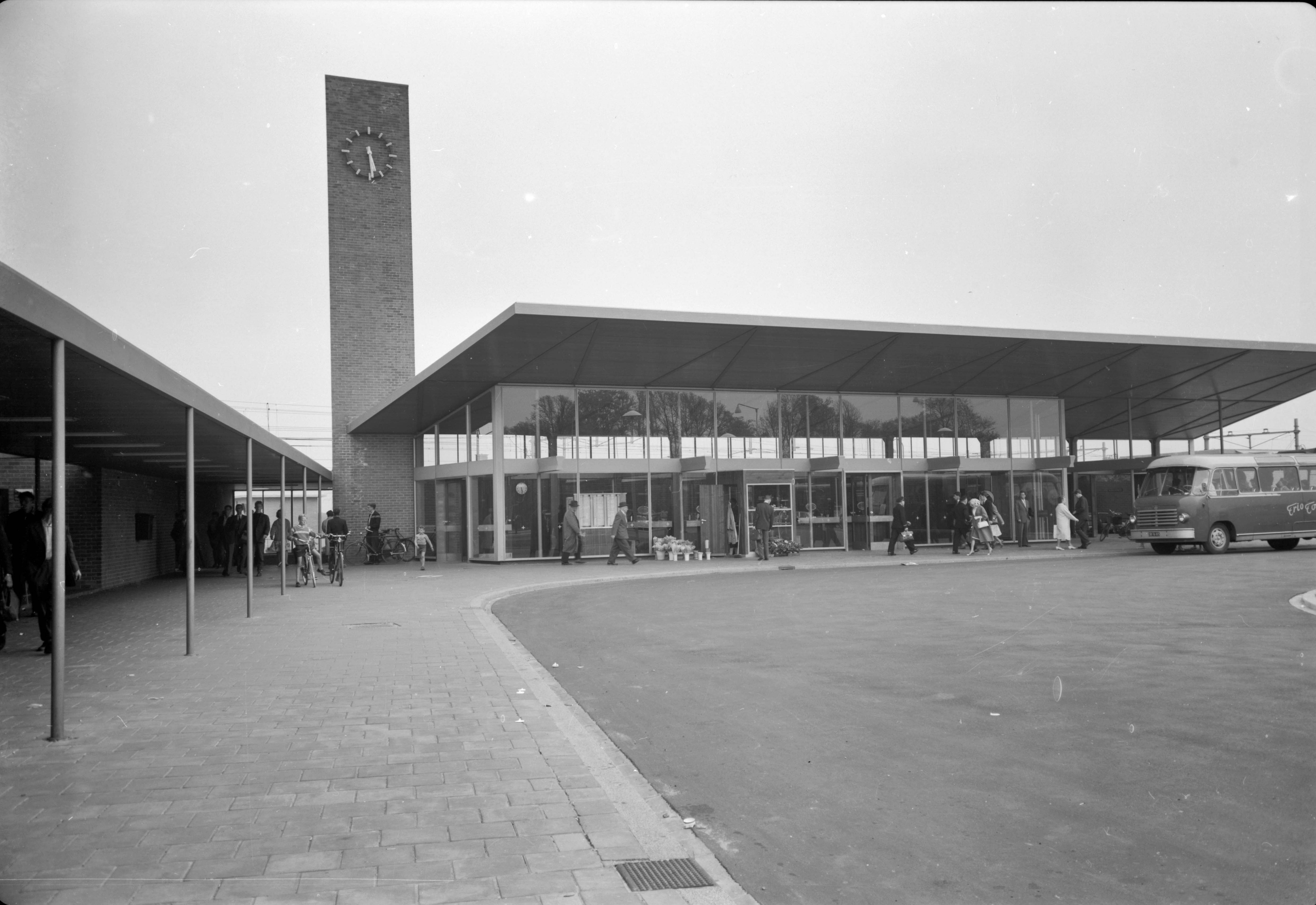
Het nieuwe station op 9 mei 1960
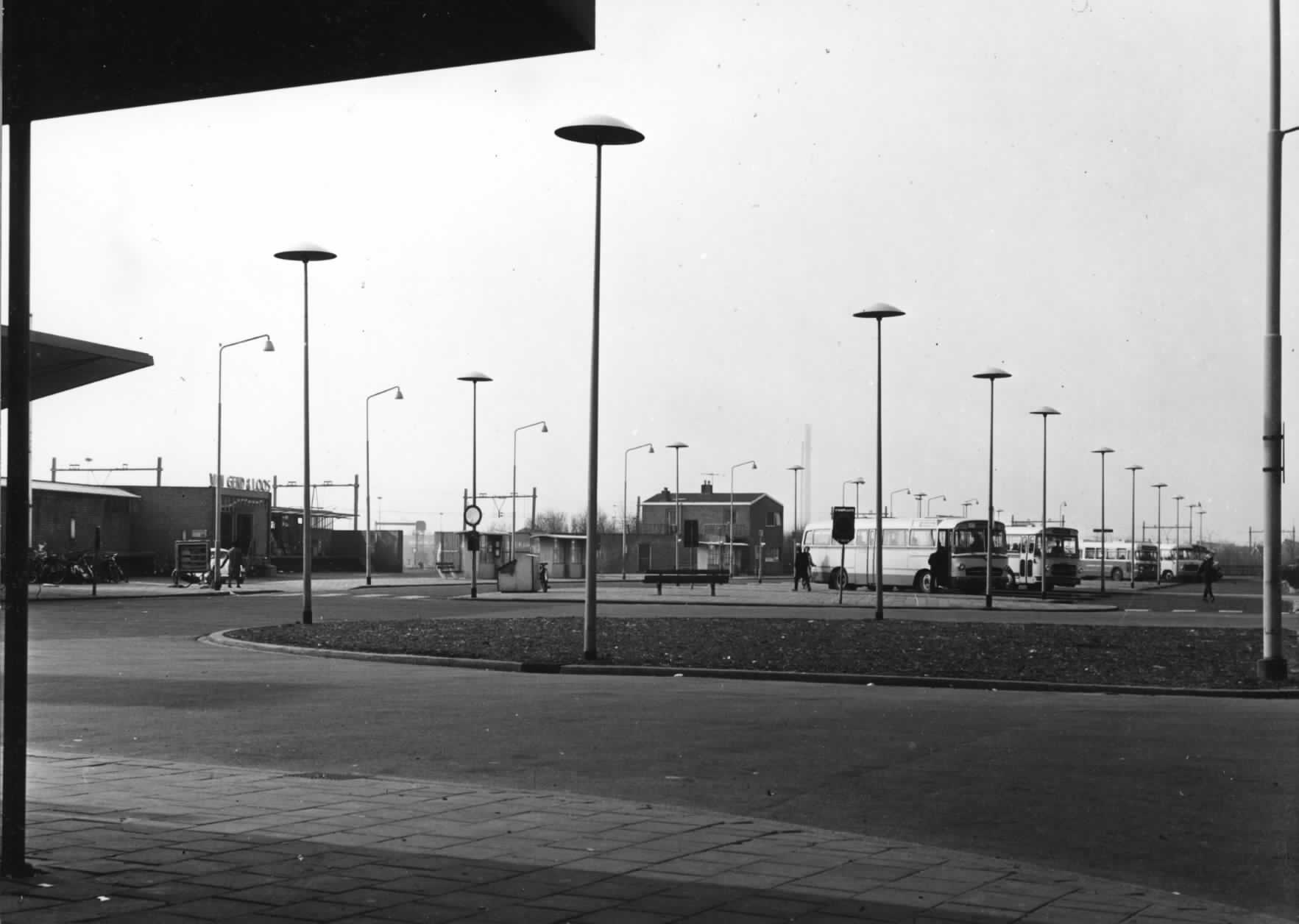
Het oude busstation in 1965
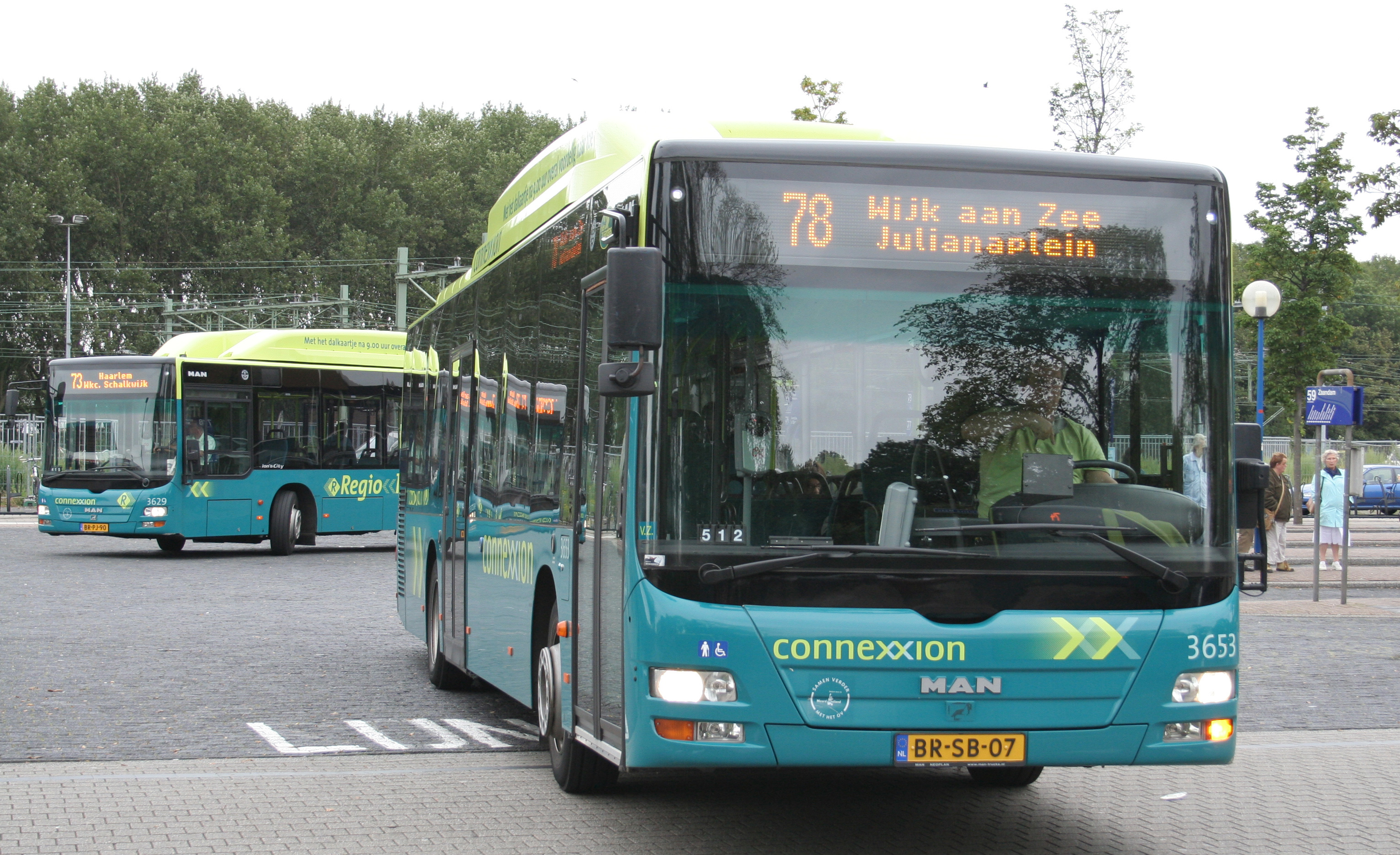
Gasbussen van Connexxion op het station van Beverwijk
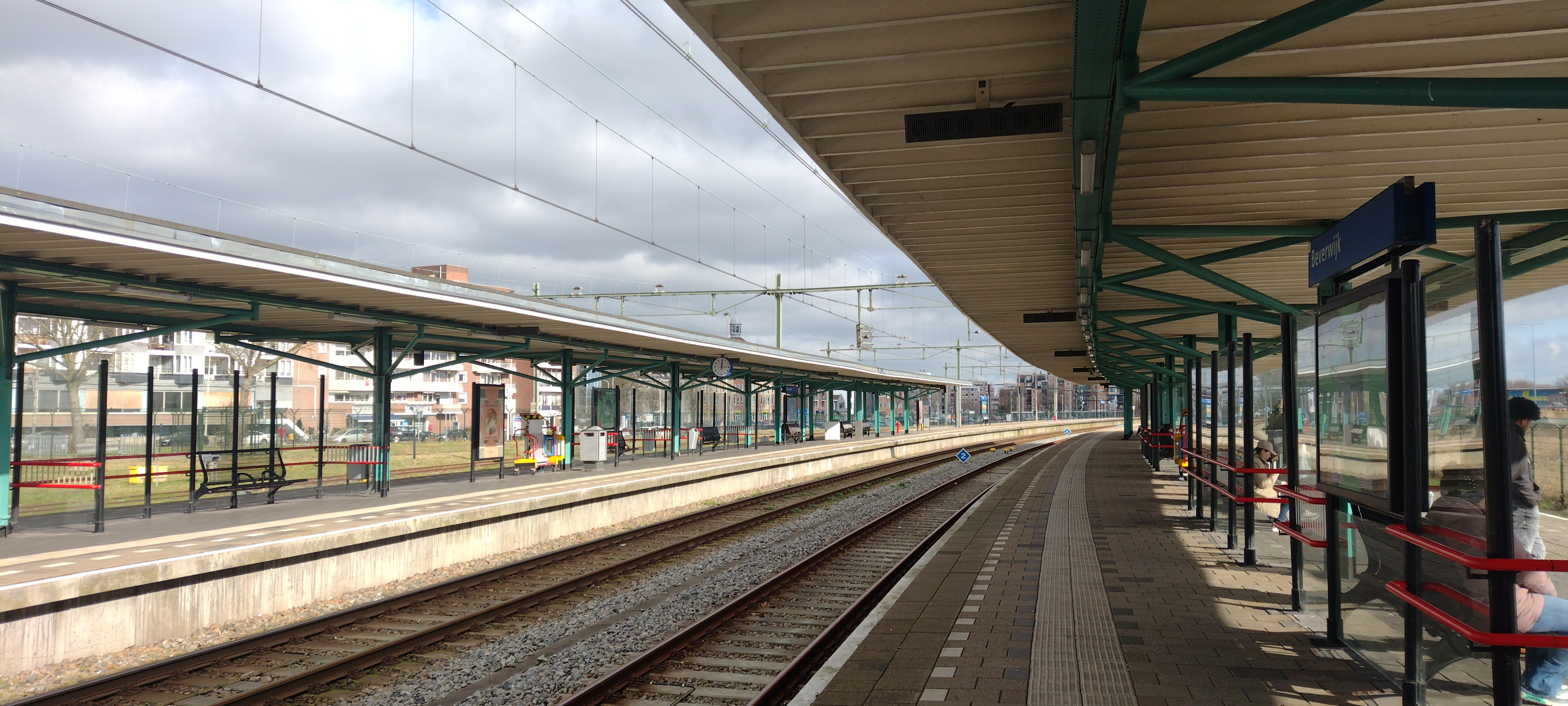
Perrons

0: Haarlem ·
2: Kleverlaan ·
3: Bloemendaal ·
4: Santpoort Zuid ·
6: Santpoort Noord ·
7: Driehuis · 
Westerveld ·
8: Velsen Zeeweg
9:  Velsen-IJmuiden Oost
10: Velsen Hoogovens ·
12: Beverwijk ·
Beijnes ·
14: Heemskerk ·
18: Uitgeest
Alkmaar ·
-Noord ·
Amsterdam:
-Amstel ·
-ArenA ·
-Bijlmer ArenA · 
-Centraal ·
-Holendrecht ·
-Lelylaan ·
-Muiderpoort ·
-RAI ·
-Science Park ·
-Sloterdijk ·
-Zuid ·
Anna Paulowna ·
Beverwijk ·
Bloemendaal ·
Bovenkarspel:
-Flora ·
-Grootebroek ·
Bussum Zuid ·
Castricum ·
Den Helder ·
-Zuid ·
Diemen ·
-Zuid ·
Driehuis ·
Duivendrecht ·
Enkhuizen ·
Haarlem ·
-Spaarnwoude ·
Halfweg-Zwanenburg ·
Heemskerk ·
Heemstede-Aerdenhout ·
Heerhugowaard ·
Heiloo ·
Hilversum ·
-Media Park ·
-Sportpark ·
Hollandsche Rading ·
Hoofddorp ·
Hoogkarspel ·
Hoorn ·
-Kersenboogerd ·
Koog aan de Zaan ·
Krommenie-Assendelft ·
Naarden-Bussum ·
Nieuw Vennep ·
Obdam ·
Overveen ·
Purmerend ·
-Overwhere ·
-Weidevenne ·
Santpoort:
-Noord ·
-Zuid ·
Schagen ·
Schiphol Airport ·
Uitgeest ·
Weesp ·
Wormerveer ·
Zaandam ·
-Kogerveld ·
Zaandijk Zaanse Schans ·
Zandvoort aan Zee
Stations van de Museumstoomtram Hoorn-Medemblik:
Tramstation Hoorn · 
Zwaag ·
Wognum-Nibbixwoud ·
Twisk ·
Opperdoes ·
Medemblik
Voormalige stations: zie de lijst van voormalige spoorwegstations in Noord-Holland